# Comté de Rapla
Le comté de Rapla (en estonien Rapla maakond) est l'un des 15 comtés d'Estonie.

## Géographie
Entourant le bourg de Rapla (autrefois Rappel), le comté compte 36 587 habitants (1er janvier 2012), soit moins de 3 % du total de la population estonienne. Sa superficie est de 2 979,71 km2. Sa préfecture est la ville de Rapla.
La majeure partie de la zone est constituée de la plaine du nord de l'Estonie, où l'élevage est pratiqué, la partie sud étant constituée de terres forestières légèrement vallonnées.
Le territoire du comté se caractérise par un réseau fluvial dense, le fleuve le plus important est le Kasari.
Les ressources minérales comprennent des gisements de calcaire, de dolomite, de tourbe et d'argile.

## Population

### Évolution  démographique
| 2011   | 2018   | 2019   | 2020   | 2021   |
| ------ | ------ | ------ | ------ | ------ |
| 34 914 | 33 299 | 33 311 | 33 282 | 33 116 |

| 2022   | 2023   | - | - | - |
| ------ | ------ | - | - | - |
| 33 529 | 34 038 | - | - | - |

### Composition ethnique
En 2011, le comté de Rapla comptait 34 914 habitants, dont 32 815 (94,0 %) étaient des Estoniens, 1 332 (3,8 %) des Russes et 750 (2,1 %) d'autres nationalités.

## Subdivisions administratives

### Subdivisions depuis 2017
| Rang | Municipalité | Type   | Population (2018) | Superficie km2 | Density | Carte |
| ---- | ------------ | ------ | ----------------- | -------------- | ------- | ----- |
| 1    | Kehtna       | Rurale | 5 605             | 512            | 10.9    |       |
| 2    | Kohila       | Rurale | 7 096             | 230            | 30.9    |       |
| 3    | Märjamaa     | Rurale | 7 739             | 1 174          | 6.6     |       |
| 4    | Rapla        | Rurale | 13 334            | 849            | 15.7    |       |

### Subdivisions avant 2017
Avant 2017, le comté était subdivisé en dix municipalités rurales (vallad) :
- Juuru
- Järvakandi
- Kaiu
- Kehtna
- Kohila
- Käru
- Märjamaa
- Raikküla
- Rapla
- Vigala

## Galerie

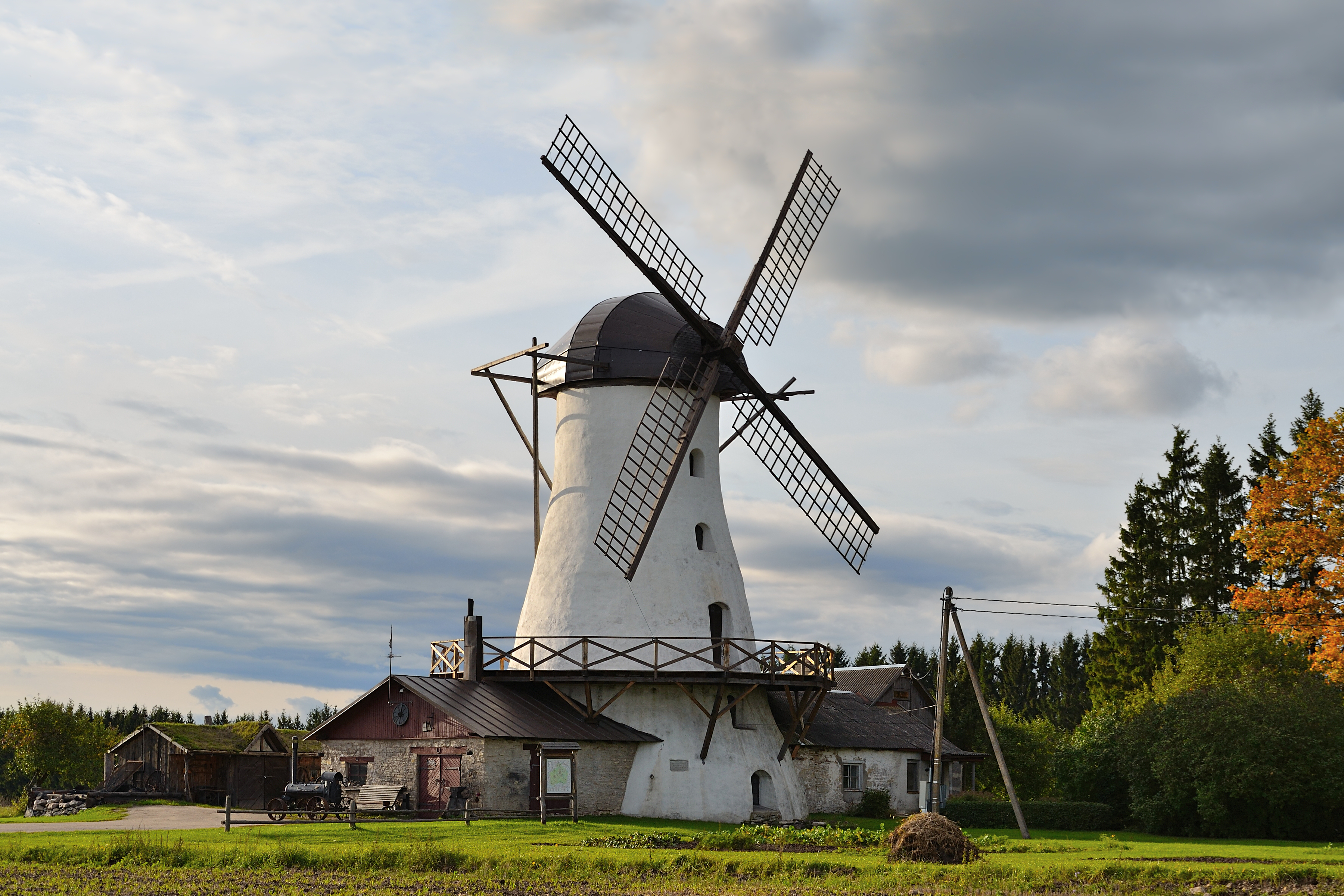
Le moulin du manoir de Valtu.
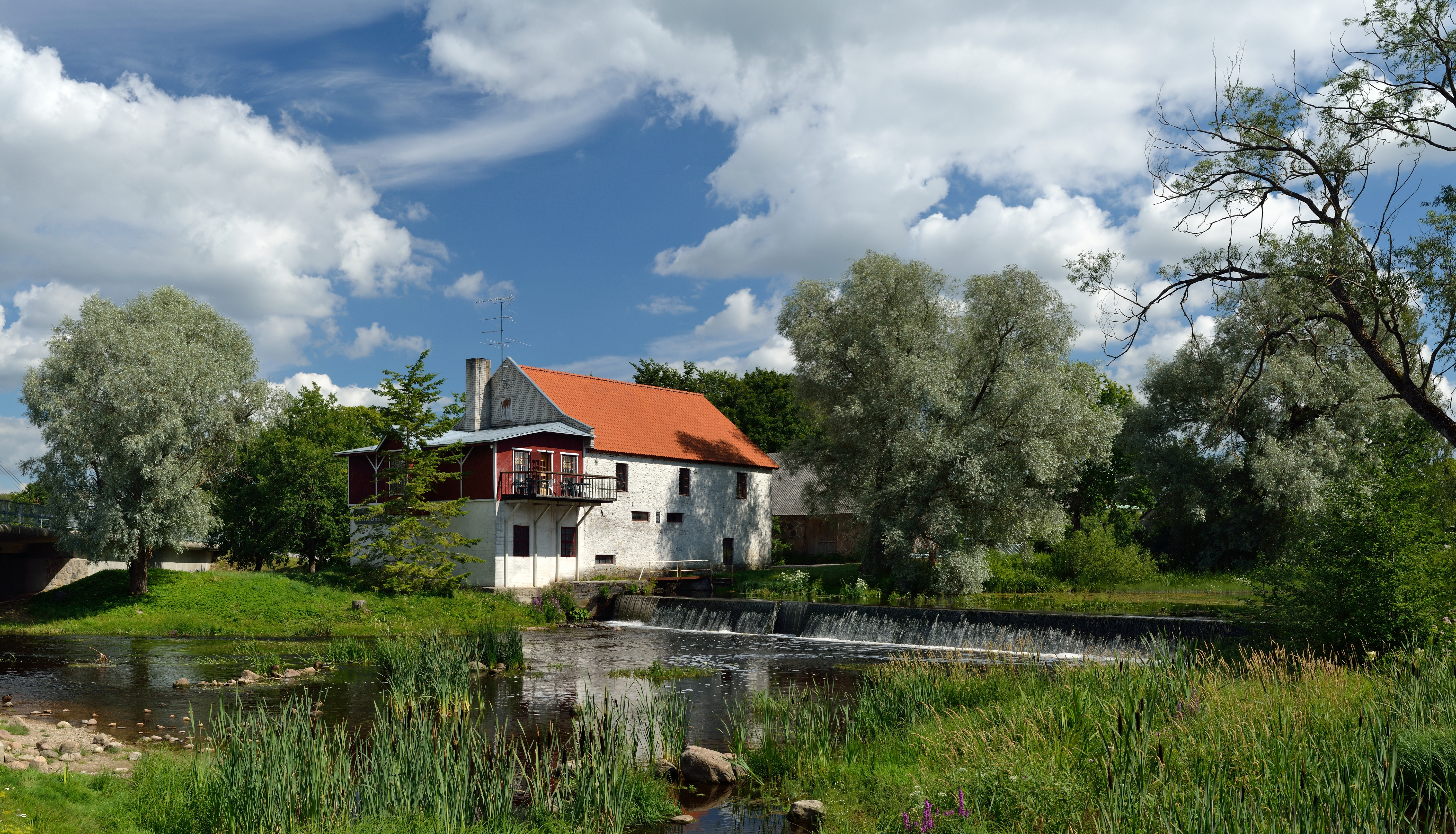
Le moulin de Kohila sur la rivière Keila.
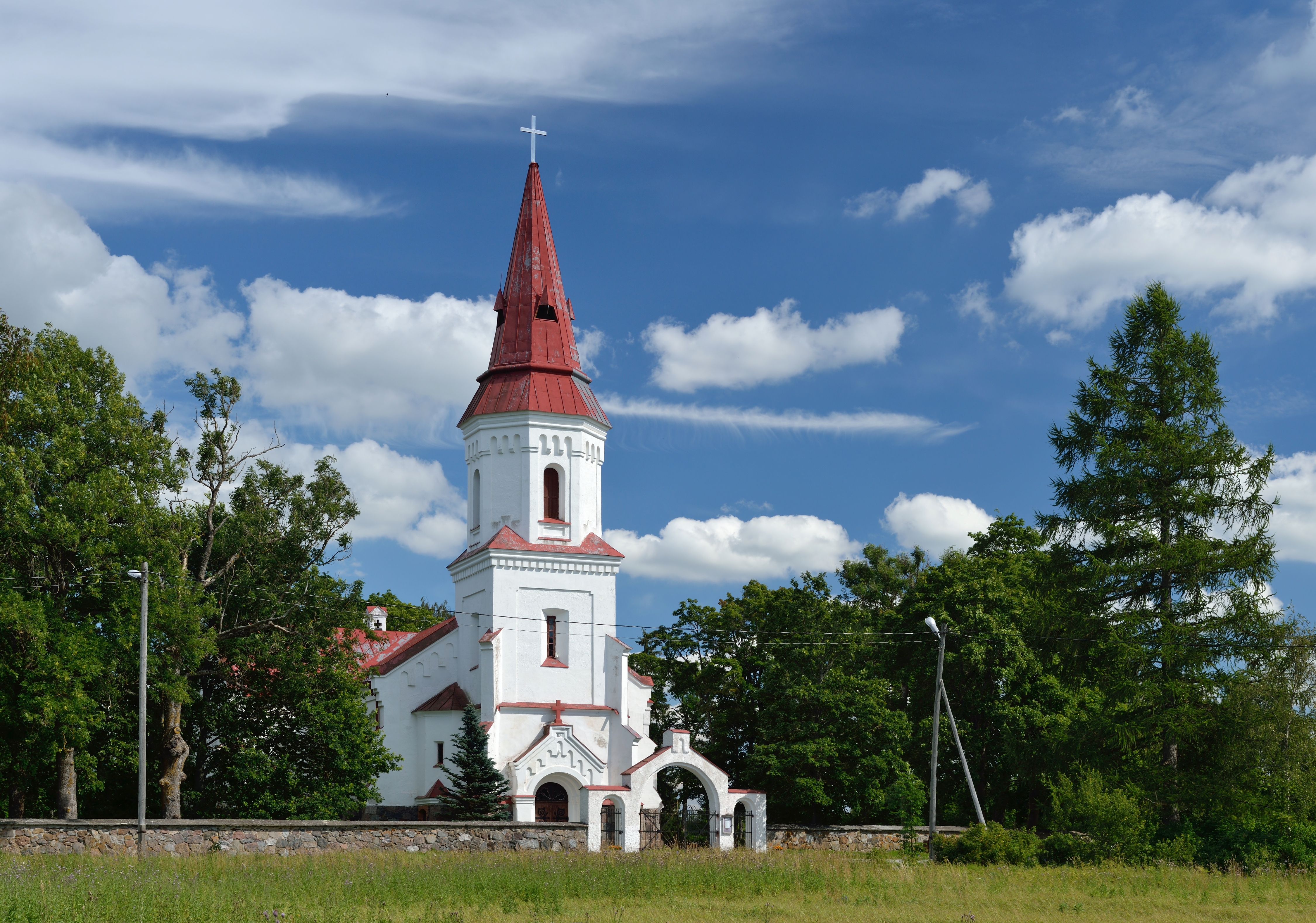
L'église de Hageri.
La cuisine du restaurant du Centre d'enseignement professionnel de Kehtna.

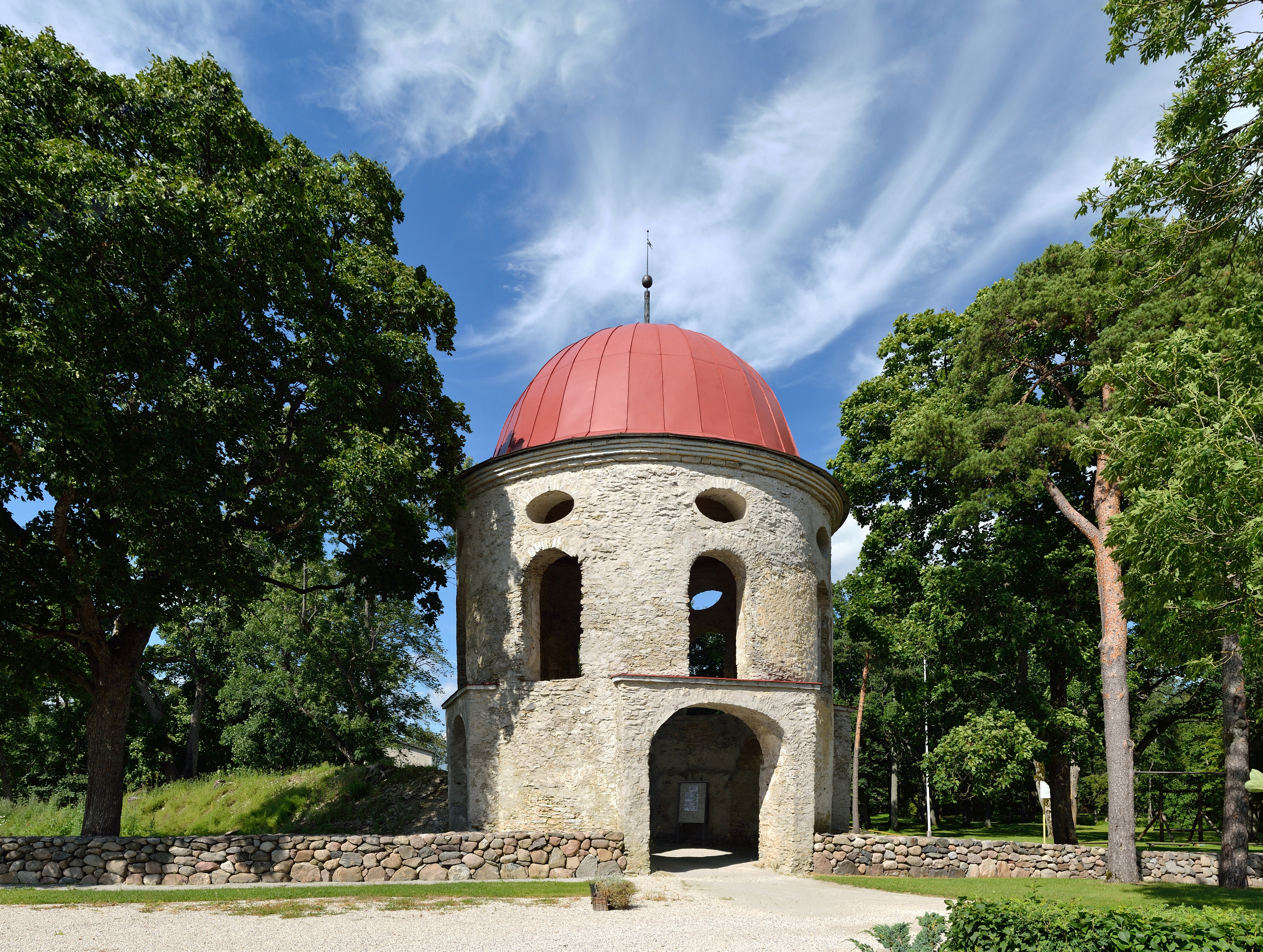
Tour du manoir de Sutlema.
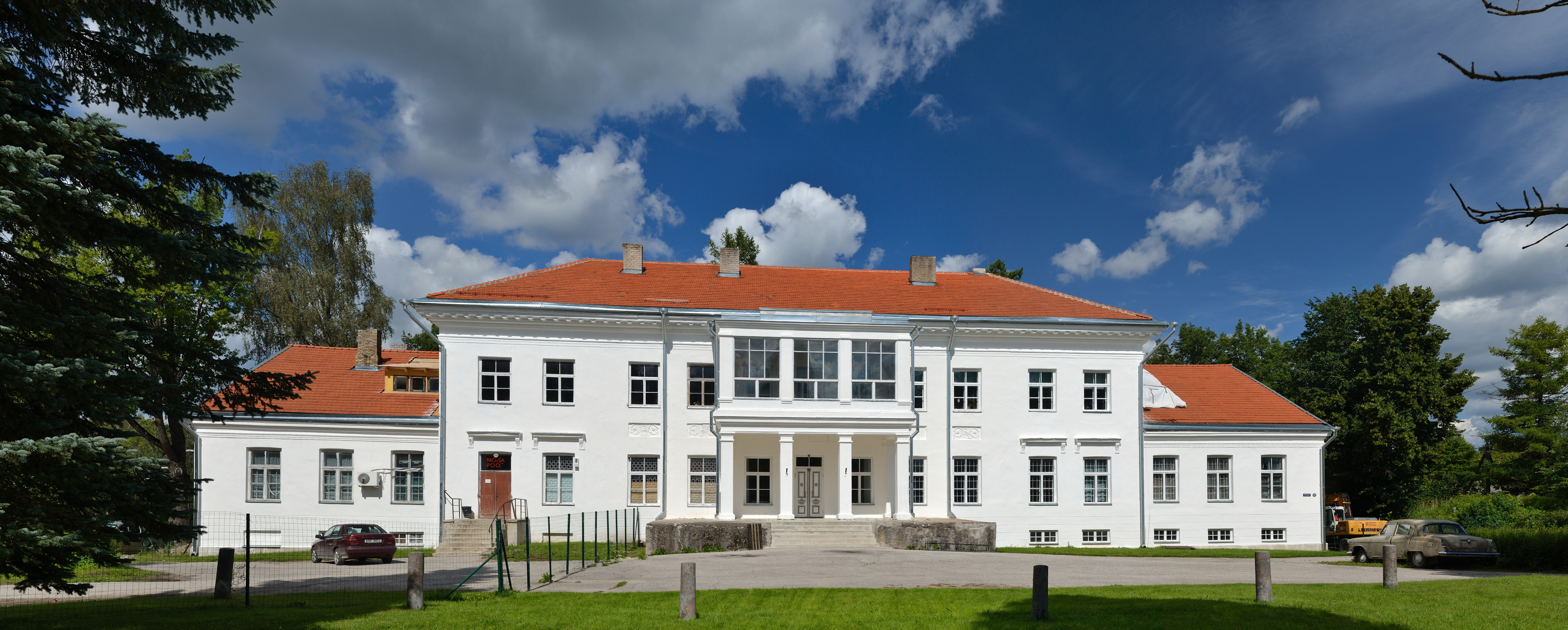
Le manoir de Kohila.
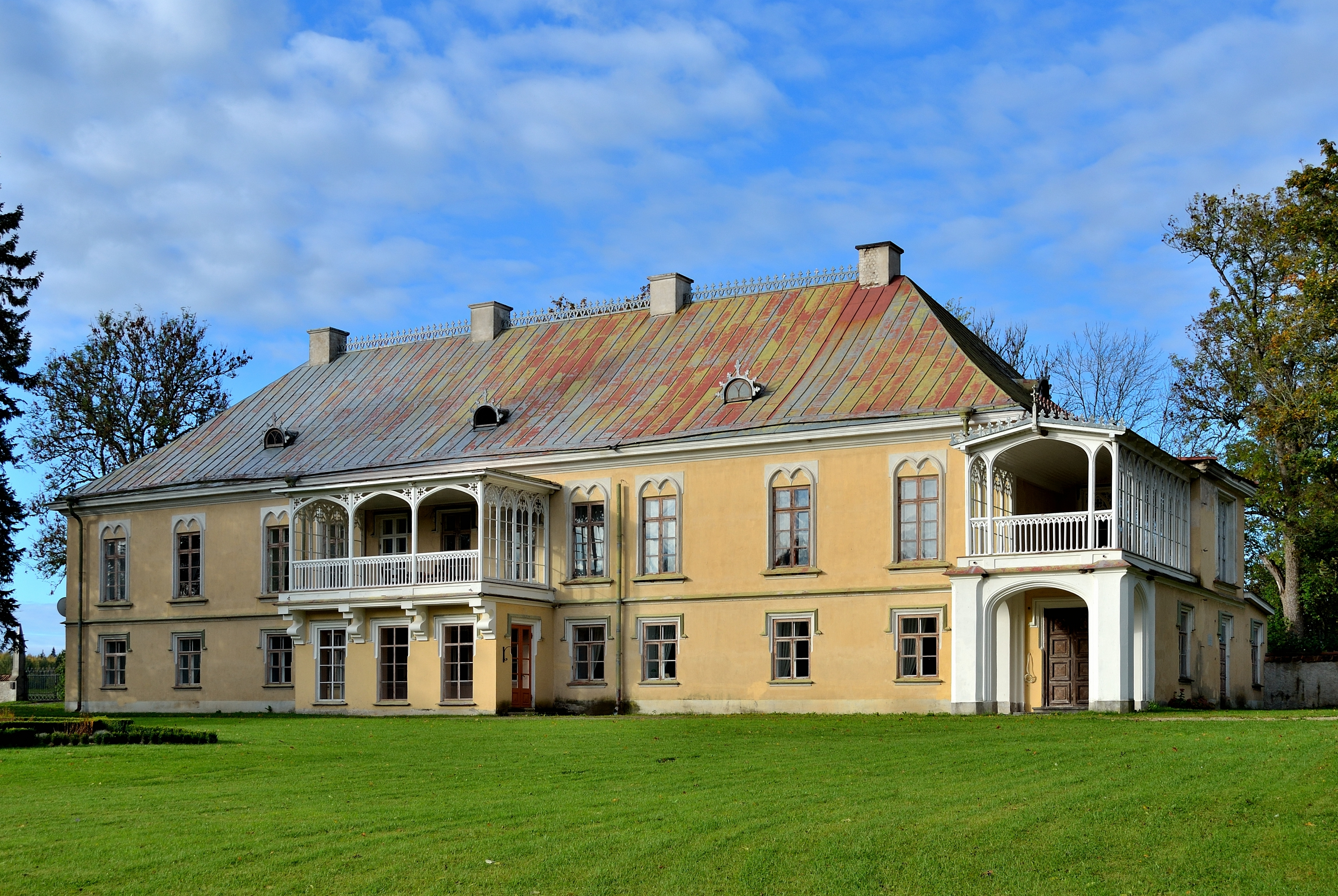
le manoir de Lohu.